# Музей-квартира Александра Гольденвейзера
Музей-квартира Александра Гольденве́йзера — учреждение культуры музыкально-исторического профиля.
Музей создан в мемориальной квартире русского советского музыканта Александра Гольденвейзера (1875—1961) в Москве в 1955 году, является филиалом Всероссийского музейного объединения музыкальной культуры имени Глинки.
Музейное пространство квартиры организовано таким образом, что позволяет посетителям и воспринять через экспозицию мемориальных комнат историю музыкальной жизни Москвы XIX и XX веков, и активно участвовать в культурной жизни современной Москвы — в камерном концертном зале музея-квартиры проводятся концерты классической музыки, проходят мастер-классы, интересные лекции и выставки, посвящённые фортепианному искусству.

## История
Музей-квартира Александра Гольденвейзера находится в квартире № 110 дома № 17 на Тверской улице. Дом был построен по проекту архитектора Аркадия Мордвинова в 1940 году для творческой интеллигенции. В народе этот дом прозвали «Дом под юбкой» из-за первоначально установленной на угловой башне статуи балерины скульптора Георгия Мотовилова (в 1958-м году статуя была снята, и в настоящий момент обсуждается её возврат на прежнее место по просьбе экспертов и активистов).
В разное время в этом доме жили драматург Григорий Горин (мемориальная доска), лётчик Александр Горголюк (мемориальная доска), скульптор Сергей Конёнков (мемориальная доска).
В квартиру на четвёртом этаже музыкант с женой, Еленой Ивановной Гольденвейзер, въехали в 1941 году.
Музей был создан в 1955 году по решению Совета Министров СССР, когда Александр Гольденвейзер завещал государству свою квартиру и личное имущество. Экспозиция музея, состоящая из мебели, музыкальных инструментов, книг, нот, писем и мемориальных предметов, формировалась при участии музыканта. В 1959-м к его квартире была присоединена соседняя двухкомнатная, в которой жил писатель Лев Кассиль. Квартира Гольденвейзера стала первым филиалом Всероссийского музейного объединения музыкальной культуры имени Глинки как Музей истории фортепианного искусства. После смерти Александра Гольденвейзера в 1961 году пост руководителя музея заняла его жена.

## Экспозиция музея
Музей посвящён музыкальной и культурной жизни Москвы с 1880-х годов. В архиве хранятся фотографии музыкантов, книги по теории музыки, нотная библиотека, письма Николая Римского-Корсакова, Сергея Танеева, Сергей Рахманинова, автографы Максима Горького и Антона Чехова. Пространство музея поделено на мемориальную зону и камерный музыкальный салон. В первой части квартиры проводят экскурсии, а в салоне организуют концерты и встречи с учениками Александра Гольденвейзера.

Одна из комнат квартиры посвящена Льву Толстому, который был близким другом музыканта. В одном из своих писем Лев Николаевич писал: 
Милый Александр Борисович, меня с вами связывает нечто более важное, чем музыка, оттого-то я и дорожу общением с вами.
В центре комнаты висит фотопортрет писателя, подаренный Гольденвейзеру в 1910 году. Рядом находятся портрет Марии Николаевны Толстой, сестры Льва Толстого, выполненный его старшей дочерью Татьяной. В экспозиции представлены слепок руки Фридерика Шопена и прижизненная маска Людвига ван Бетховена, снятая с него в 1812 году. В застеклённой витрине размещены два комплекта шахмат, бумажный журавлик, сделанный Львом Толстым в 1898 году, обёрточная бумага, в которую была завёрнута коробочка с землёй с могилы писателя. В углу комнаты стоит бюст основателя Московской консерватории Николая Рубинштейна работы В. П. Попандопуло. В витрине около стены хранится машинка для точки карандашей — подарок Александра Гольденвейзера Толстому.
В фонде музея находятся более десяти тысяч книг. В библиотеке представлено 90-томное собрание сочинений Толстого, «История государства Российского» Николая Карамзина, «Капище моего сердца» Ивана Долгорукова, книги по философии, всеобщей и русской истории, истории Москвы и театра. В квартире также выставлены выпуски «Русского архива», издававшегося Петром Бартеневым, «Русской старины» и «Вестника Европы», прижизненные издания сочинений Александра Пушкина и копия его посмертной маски, произведения Александра Языкова, Антона Дельвига, Константина Батюшкова, Евгения Баратынского. В книжных шкафах представлены сочинения Иоганна Баха в издании Баховского общества, партитуры опер Рихарда Вагнера, парижское издание произведений Жан-Филиппа Рамо.
В кабинете, где отдыхал и работал Гольденвейзер, сохранилась прижизненная обстановка. Интерьер комнаты состоит из деревянного бюро, большого письменного стола, железной кровати и кресла, покрытого накидкой с вышитыми первыми строками «Лунной сонаты». Стены украшают фотографии матери Варвары Петровны, первой жены, Анны Алексеевны, портрет Толстого с его автографом.
Столовая после смерти музыканта стала сувенирной комнатой, где расположен шкаф с подарками учеников Гольденвейзера. Экспозиция была создана в 1975 году к столетию со дня рождения музыканта. В центре комнаты висит его большой портрет, написанный в 1948 году художником Николаем Михайловичем Кольчицким. Рядом стоит бюст музыканта работы В. П. Папандопуло и три подлинные посмертные маски: Александра Гольденвейзера, Николая Метнера и Ференца Листа.
В музыкальной комнате висят фотографии работников искусства, которых Александр Гольденвейзер знал лично. На стенах размещены портреты его учителей: Василия Прокунина, Александра Зилоти, Павла Пабста, Антона Аренского, а рядом — фотографии учеников: Самуила Фейнберга, Василия Нечаева, Сергея Евсеева. В комнате также стоят два рояля «C. Bechstein».

## Галерея
- Стена кабинета. 2018 год
- Кабинет, 2017 год
- Стена кабинета. 2018 год
- Гостиная. 2018 год
- Гостиная. 2018 год
- Прихожая. 2018 год
- Столовая. 2018 год
- Концертный зал, 2018 год

## Мероприятия
В квартире Александра Гольденвейзера проходят методические семинары, лекции и концерты. В 2010 году к 55-летию музея и 135-летию со дня рождения музыканта в Москве и других городах России были проведены «Дни А. Б. Гольденвейзера». В рамках программы прошли концерты, в которых приняли участие пианисты Велько Глодич и Джонатан Пауэлл. В течение года в музее-квартире проводились вечера, посвящённые ученикам композитора — Самуилу Фейнбергу, Татьяне Николаевой, Розе Тамаркиной.
В 2016 году в музее была организована выставка к 100-летию со дня рождения пианиста Эмиля Гилельса (1916—1985). В экспозиции представили мемориальные предметы из фонда ВМОМК имени Глинки и архива семьи Гилельса. В музее также состоялась встреча с пианистом Григорием Борисовичем Гордоном, автором книги «Эмиль Гилельс. За гранью мифа».
В декабре 2017 года в музее-квартире состоялся «Музыкальный салон» из цикла «Михаил Глинка и его время», где пианист Виктор Иванович Рябчиков исполнил камерные сочинения Михаила Глинки. В том же году прошёл интерактивный музыкальный спектакль «Госпожа Метелица» по мотивам произведений Братьев Гримм и сказки «Морозко».